# Wauseon
Wauseon település az Amerikai Egyesült Államok Ohio államában, Fulton megyében, melynek megyeszékhelye is. Lakosainak száma 7568 fő (2020. április 1.).

## Népesség
A település népességének változása:

| 2010 | 7 332 |
| 2020 | 7 568 |